# Fratele Julianus

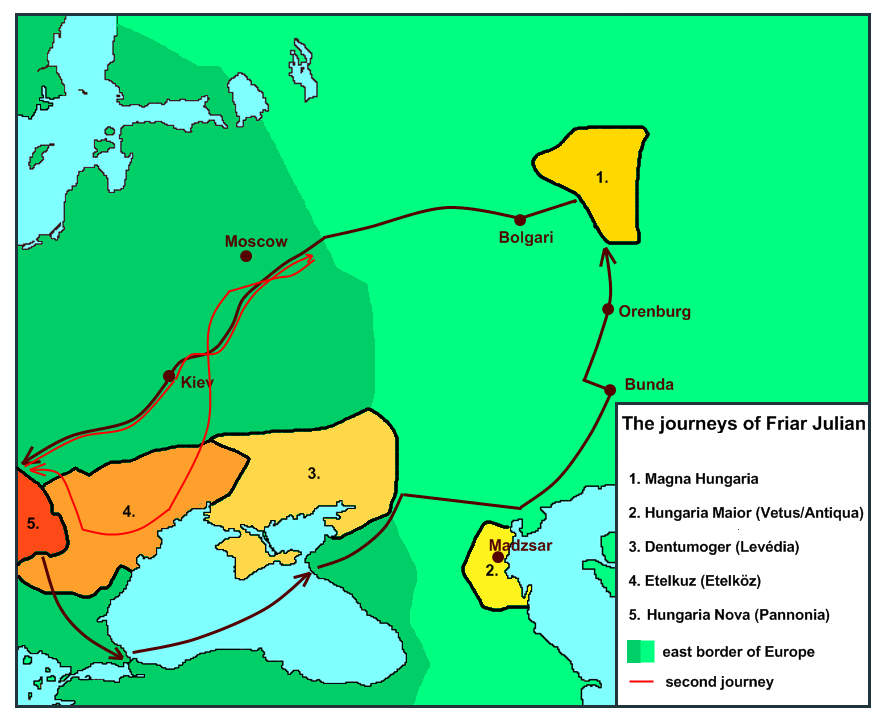
Călătoria părintelui Julianus

Fratele Julianus (în limba maghiară: Julianus barát) a fost unul dintre călugării dominicani care, în 1235, a plecat într-o călătorie din Ungaria spre ceea ce cronicile susțineau că ar fi regiunile de origine ale maghiarilor, unde ar mai fi locuit încă unguri care n-ar fi plecat în migrația spre vest. După o călătorie lungă, Părintele Julianus a ajuns în capitala statului Volga-Kama Bolghar, unde a aflat că maghiarii puteau fi găsiți la doar două zile de mers. În ciuda celor 3-4 secole de când o parte a triburilor maghiare părăsiseră zona pentru ca să ajungă în câmpia Panonică, limbile vorbită de Juianus și de cei pe care i-a găsit în Bașchiria erau foarte asemănătoare și vorbitorii se puteau înțelege între ei.
Julianus a numit regiunea „Magna Hungaria”. El a aflat aici despre primejdia tătarilor, care erau inamicii maghiarilor și bulgarilor răsăriteni. La doi ani după prima călătorie, Julianus s-a reîntors în Magna Hungaria. Aici a aflat că regiunea fusese devastată de mongoli. El s-a reîntors în patrie, aducând cu el un ultimatum al mongolilor pentru monarhul maghiar
.
Ordinul dominican a fost înființat în Ungaria în 1221 având ca sarcină evanghelizarea teritoriilor răsăritene ale continentului. Odată cu această misiune a apărut problema identificării originii maghiarilor. Călătoriile lui Julianus au avut o mare importanță. El este primul care a adus dovezi clare despre existența Magna Hungaria, ceea ce reprezintă o contribuție la cercetarea istoriei maghiarilor, și a fost primul care a avertizat cu privire la primejdia invaziei tătarilor mongoli în Europa. În plus, el a fost primul călător european care a cules informații realiste despre Asia, iar descrierile sale au avut o mare importanță din punct de vedere geografic, fiind o bază pentru cercetătorii și exploratorii care aveau să vină.

## Vedeți și
- Marea invazie mongolă
- Bătălia de la Mohi